# 萨南达季
萨南达季（發音：[sænænˈdædʒ] ⓘ）又称锡内，是伊朗伊斯兰共和国库尔德斯坦省的省会和最大城市，也是同名县和地区的行政中心，距首都德黑兰以西512公里。
根据2006年10月25日的最新人口普查，萨南达季人口为316,862，大多数为库尔德人，使用库尔德语阿尔达兰方言。

## 名人
- 马斯图拉·阿达兰，庫德族女性詩人